# Scorodophloeus
Scorodophloeus es un género de fanerógamas perteneciente a la familia Fabaceae. Es originario de África.

## Especies
A continuación se brinda un listado de las especies del género Scorodophloeus aceptadas hasta mayo de 2011, ordenadas alfabéticamente. Para cada una se indica el nombre binomial seguido del autor, abreviado según las convenciones y usos.
- Scorodophloeus fischeri (Taub.) J.Leonard
- Scorodophloeus zenkeri Harms